# Sruthi Menon
Pour les articles homonymes, voir Menon.
Sruthi Menon, née le 21 novembre 1984 à New Delhi (Delhi), est une actrice, animatrice de télévision, danseuse et mannequin indienne.

## Filmographie

### Cinéma

#### Longs-métrages
- 2004 : Sancharram de Ligy J. Pullappally : Delilah
- 2005 : Krithyam de Viji Thampi : Julia
- 2008 : Mulla de Lal Jose : la fille tamoule
- 2010 : Kadha Thudarunnu de Sathyan Anthikad : Dr Deepa
- 2010 : T.D. Dasan Std.VI BT de Mohan Raghavan : Megha
- 2010 : Apoorvaragam de Sibi Malayil : une mannequin
- 2010 : Elektra de Shyamaprasad : Lora
- 2012 : Thalsamayam Oru Penkutty de T. K. Rajeev Kumar : Sandhya
- 2013 : Up & Down: Mukalil Oralundu de T. K. Rajeev Kumar : Mitra
- 2014 : John Paul Vaathil Thurakkunnu de Chandrahasan : Dr Suma Manoj
- 2015 : Eli Eli Lama Sabachthani? de Jiju Antony : rôle inconnu
- 2016 : Kismath de Shanavas K. Bavakkutty : Anita
- 2018 : Who d'Ajay Devaloka : Arunima Avarthan

#### Courts-métrages
- 2014 : Lost & Found d'Avi Vasu : Rachael

### Télévision
- 2021 : Signé Satyajit Ray : d'Amala Nair

## Distinctions
| Date         | Distinction           | Catégorie         | Film    | Résultat   |
| ------------ | --------------------- | ----------------- | ------- | ---------- |
| 17 juin 2017 | Filmfare Awards South | Meilleure actrice | Kismath | Nomination |